# Мелоди Хил (Индијана)
Мелоди Хил (енгл. Melody Hill) насељено је место без административног статуса у америчкој савезној држави Индијана.

## Демографија
По попису из 2010. године број становника је 3.628, што је 562 (18,3%) становника више него 2000. године.
| Група             | 2000.         | 2010.         |
| Белци             | 2.963 (96,6%) | 3.360 (92,6%) |
| Афроамериканци    | 48 (1,6%)     | 124 (3,4%)    |
| Азијати           | 15 (0,5%)     | 44 (1,2%)     |
| Хиспаноамериканци | 21 (0,7%)     | 56 (1,5%)     |
| Укупно            | 3.066         | 3.628         |